# Cambrian
| Perioada Cambrian Acum 541–485.4 milioane de ani PreЄ Є O S D C P T J K Pg N                                                        |                                            |
| Șistul Burgess, descoperită de Charles Walcott, a fost unul dintre primele locuri din lume care aveau fosile din perioada Cambrian. |                                            |
| Conținut mediu de O2 atmosferic pe durata perioadei                                                                                 | c. 12.5 vol % (63 % din nivelul modern)    |
| Conținut mediu de CO2 atmosferic pe durata perioadei                                                                                | c. 4500 ppm (16 ori nivelul preindustrial) |
| Temperatura medie a suprafeței pe durata perioadei                                                                                  | c. 21 °C (7 °C deasupra nivelului modern)  |
| Nivelul mării (peste cel actual) | Creștere constantă de la 4 m la 90 m.      |

Cambrianul este o perioadă majoră din Paleozoic, care a început acum 542,0 ± 1,0 milioane ani, la sfarșitul eonului Proterozoic și s-a incheiat acum 488,3 ± 1,7 milioane ani, la inceputul Ordovicianului. 
Cambrianul este prima perioadă în care se găsesc resturi fosilizate ale unor organisme multicelulare mai complexe decât bureții. În această perioadă, au apărut aproximativ 50 de grupe majore și diferite de organisme, inclusiv forme incipiente (un fel de modele pentru animalele de astăzi). Acest fenomen este numit explozia cambriană.
Cambria este numele latin pentru Țara Galilor, o zonă în care s-au investigat numeroase formațiuni de roci cambriene de către Adam Sedwick în 1830. În cursul completării seriei stratigrafice, formele cele mai recente din Cambrian au ajuns să se suprapună cu cele mai vechi formațiuni din Silurian, identificate de Roderick Murchison. În 1879, Charles Lapworth a definit perioadele suprapuse ca o nouă subdiviziune a Paleozoicului, Ordovician. 

## Subdiviziunile Cambrianului
Cambrianul urmează după Neoproterozoic, este urmat de Ordovician și este, în mod uzual, impărțit în 3 perioade: una inferioară (Caerfai sau Waucoban), una medie (Albertiana) și una superioară (Merioneth sau Croixan). 
Etapele în funcție de dezvoltarea faunei sunt:
- Franconian/Trempealeauan/Dolgellian (Superioare)
- Dresbachian/Maentwrogian (Superioare)
- Solvan (Medie), Menevian (Medie)
- Toyonian/Lenian/Botomian (Inferioară)
- Atdabanian (Inferioară)
- Tommatian (Inferioară)

## Datarea elementelor din Cambrian
|                   | Chinez        | Nord American     | Ruso-Kazakă  | Australiană  | Regională    |
| ----------------- | ------------- | ----------------- | ------------ | ------------ | ------------ |
| Furongian         |               | Ibexian           | Ayusokkanian | Idamean      | Dolgellian   |
| Furongian         |               | Sunwaptan         | Sakian       | Mindyallan   | Festiniogian |
| Furongian         |               | Steptoan          | Aksayan      | Payntonian   | Maentwrogian |
| Furongian         |               | Marjuman          | Batyrbayan   |              |              |
| Cambrian mediu    | Maozhangian   | Marjuman          | Mayan        | Boomerangian |              |
| Cambrian mediu    | Zuzhuangian   | Delamaran         | Amgan        | Undillian    |              |
| Cambrian mediu    | Zhungxian     |                   |              | Florian      |              |
| Cambrian mediu    |               |                   | Templetonian |              |              |
| Cambrian mediu    |               | Dyeran            |              | Ordian       |              |
| Cambrian timpuriu | Longwangmioan | Dyeran            | Toyonian     | Ordian       | Lenian       |
| Cambrian timpuriu | Changlangpuan | Montezuman        | Botomian     |              |              |
| Cambrian timpuriu | Qungzusian    |                   | Atdabanian   |              |              |
| Cambrian timpuriu | Meishuchuan   |                   | Tommotian    |              |              |
| Cambrian timpuriu |               | Nemakit-Daldynian |              |              |              |

## Limite temporale
Limitele temporale ale Cambrianului au fost considerate ca de la 570 milioane ani BP (înaintea prezentului) până la 500 milioane ani BP. Limita inferioară a acestei perioade a fost setată la apariția artropodelor incipiente cunoscute ca trilobiți și a animalelor primitive ce au inceput formarea coralilor. Sfârșitul ei a fost determinat de un eveniment de schimbare în componența faunei, care este acum cunoscut drept o dispariție a multor tipuri de animale. Descoperirea fosilelor și datarea radioactivă în ultimii ani ai secolului XX au adus semne de întrebare asupra acestor date, iar inconsistențe de ordinul zecilor de milioane de ani sunt comune printre cercetători. Comisia Internațională pentru Stratigrafie Globală a propus în anul 2002, 545, respectiv 490 milioane de ani ca limite ale Cambrianului. 
O datare radiometrică a stabilit ca prima parte a Cambrianului s-a sfârșit aproximativ acum 511 milioane de ani, ceea ce înseamnă că celelalte două perioade s-au desfășurat în 21 milioane de ani.

542 milioane de ani (+/- 300.000 ani) este data recent propusă pentru evenimentul de dispariție al speciilor de la începutul Cambrianului. Raționamentul acestei datări precise este interesant datorită faptului că reprezintă un model de gândire paleogeologică deductivă. Exact la inceputul Cambrianului exista o scădere insemnată in abundența carbonului 13. Aceasta este atât de răspândită, încât reprezintă cel mai bun indicator al poziției limitei între Cambrian și Precambrian. Unul dintre locurile în care această scadere a putut fi studiată este Oman. Dovezile din Oman arată faptul că descreșterea concentrației de carbon 13 este în strânsă legătură cu dispariția a numeroase specii de viețuitoare. Din fericire, în cazul acestei zone, ea este în legatură și cu o cantitate însemnată de cenușă vulcanică, din care zirconiul oferă posibilitatea datării foarte exacte (prin procedeul de determinare a timpului de înjumătățire al uraniului fată de plumb). Aceste noi date sunt foarte exacte și , mai mult ca sigur, vor fi acceptate ca informații definitive privind inceputul eonul fanerozoic, deci și al Cambrianului.

## Paleogeografia în Cambrian
Continentele formate în Cambrian sunt rezultate – se presupune – din despărțirea unui supercontinent din Neoproterozoic, numit Rodinia. Întinderile de apă din această perioadă sunt puțin adânci, dar răspândite. Se presupune că climatele acestei perioade au fost sensibil mai calde decât cele ale precedentelor perioade, în care s-au inregistrat glaciațiuni ( glaciațiunea Varanger). Rata de desprindere a continentelor din supercontinentul preexistent a fost destul de mare pentru a fi putut fi considerată o anomalie. Datorită complexităților, mișcările exacte ale plăcilor continentale sunt foarte greu de descris. Ceea ce trebuie menționat este faptul că toate mișcările au avut ca fază finală unirea suprafețelor continentale într-un singur continent, Pangeea, a cărui formare a început să fie vizibilă în Devonian, dar s-a finalizat în Triasic și care în următoarea perioadă, Ordovicianul, s-a separat în Gondwana și Laurasia.

## Fauna

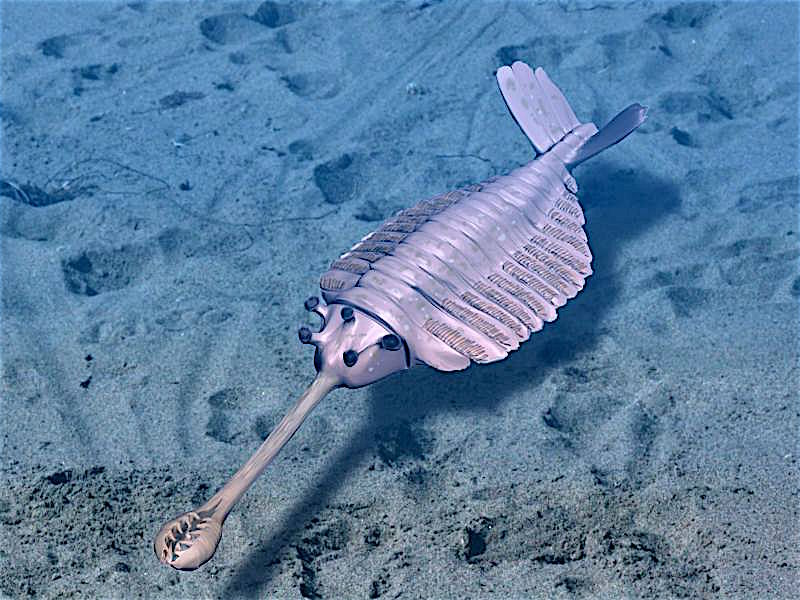
Opabinia este un animal din perioada Cambriană.

Exceptând câteva forme enigmatice care pot sau nu să reprezinte animale, toți strămoșii animalelor moderne par să aibă reprezentanți în Cambrian și majoritatea, cu excepția bureților, par să aibă originea imediat după sau înaintea începutului perioadei. Multe tipuri dispărute și animale ciudate care au relații neclare cu celelalte clase de viețuitoare sunt prezente în Cambrian. Apariția „bruscă” a unei faune atât de diverse într-o perioadă scurtă de timp raportată la întinderea temporală a evoluției Pământului se numește explozia cambriană. 

Locațiile cel mai bine studiate din punctul de vedere al organismelor ale căror parți moi (țesuturi) s-au fosilizat se află în British Columbia. Ele reprezintă straturi din Cambrianul mediu și oferă numeroase informații despre diversitatea animalelor din acea perioadă. Faune similare au mai fost găsite în provincia chineză Yunan. În ultimii 50 de ani s-au descoperit numeroase exemple de faună edicariană (pre-cambriană), dar legatura acestora cu fauna din Cambrian nu este clară.